# Ursula von Kardorff

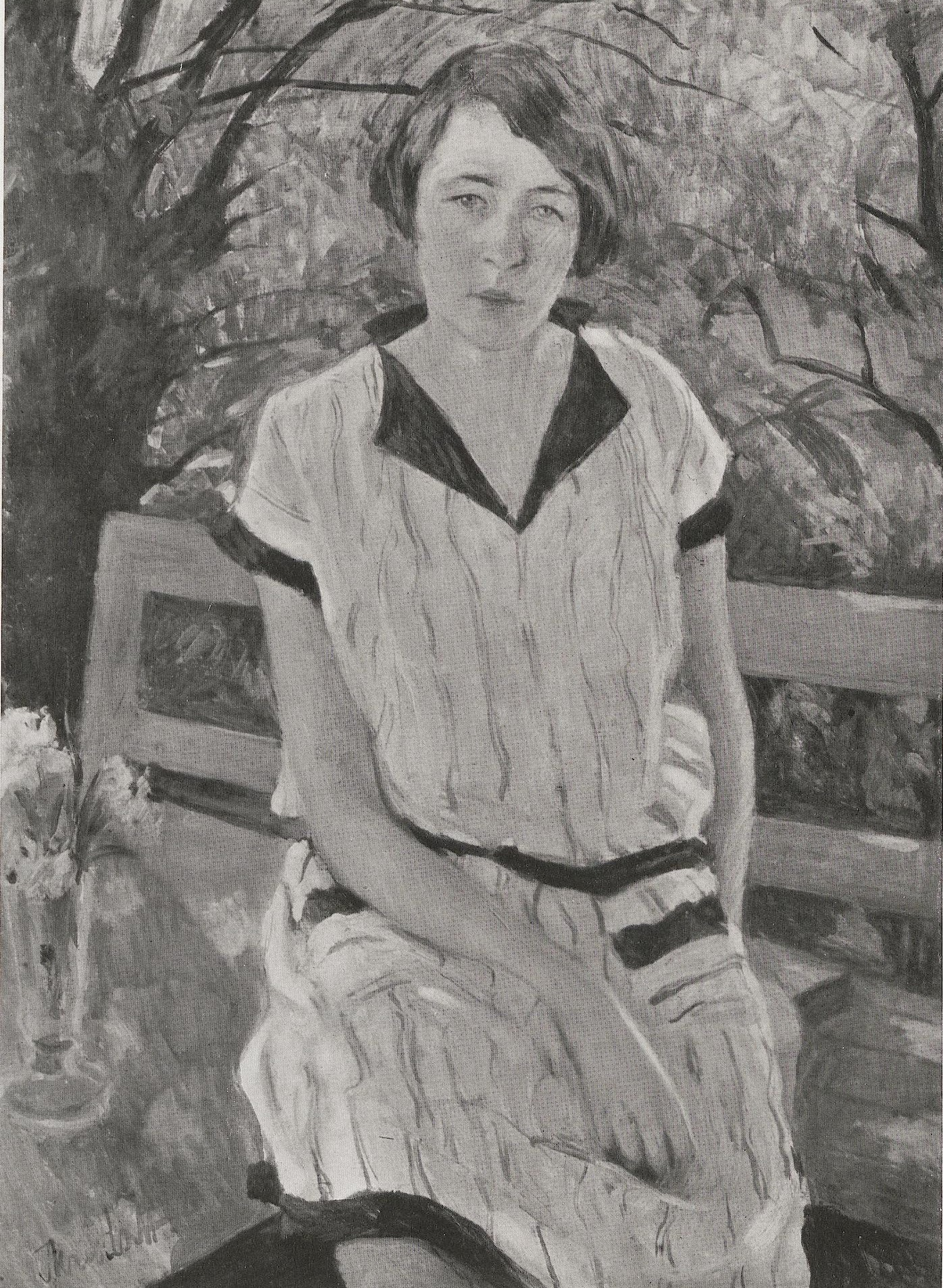
Konrad von Kardorff: Bildnis der Tochter, 1920er Jahre

Ursula von Kardorff (* 10. Januar 1911 in Berlin; † 25. Januar 1988 in München) war eine deutsche Journalistin und Publizistin, die vor allem für das Feuilleton arbeitete (in ihren beruflichen Anfängen in der Zeit des NS-Regimes bei verschiedenen Berliner Zeitungen, von 1946 bis zu ihrem Tod bei der Süddeutschen Zeitung in München) und einige Ratgeberbücher zur feinen Lebensart sowie kulturhistorische Sachbücher (insbesondere zur Modegeschichte und über Paris) verfasste bzw. herausgab. Ihre 1962 erstmals veröffentlichten autobiografischen Aufzeichnungen aus den Jahren 1942 bis 1945 wurden während drei Jahrzehnten immer wieder neu aufgelegt, zuletzt 1993 in einer kritischen Neuausgabe, die noch 1997 eine Neuauflage erfuhr.

## Leben

### Herkunft und journalistische Anfänge
Ursula von Kardorff stammte aus dem Adelsgeschlecht Kardorff. Sie war die Tochter des impressionistischen Malers und Lehrers an der Akademie für Bildende Künste in Breslau Konrad von Kardorff und eine Enkeltochter des preußischen Politikers und Reichstagsabgeordneten Wilhelm von Kardorff, Gutsherr auf Wabnitz im Landkreis Oels in Schlesien.
Zunächst als „höhere Tochter“ erzogen und an mondänen Anlässen interessiert, arbeitete sie 1937 kurze Zeit als Gutssekretärin auf Schloss Neuhardenberg und stieg dann in den Journalismus ein. Nach ersten Feuilletonartikeln für die NS-Parteizeitung Der Angriff und vor allem für die rechtskonservative Deutsche Allgemeine Zeitung in Berlin absolvierte sie die sogenannte Schriftleiteraufnahmeprüfung. Im Dezember 1940 schrieb sie einen zweiseitigen Aufmacherartikel für den renommierten Film-Kurier.
Der Historiker Axel Schildt, der Kardorffs Nachlass ausgewertet hat, sah im Hinblick auf die Kriegsjahre ihre Selbstdarstellung als innere Emigrantin kritisch: „Symptomatisch war das notorisch gute Gewissen, das Ursula von Kardorff, die während der gesamten Zeit des Krieges für das Feuilleton der Deutschen Allgemeinen Zeitung in Berlin geschrieben hatte, [später] an den Tag legte.“ Als bemerkenswert erschien ihm auch, dass der frühere erste Chef der Gestapo, Rudolf Diels, in einem Brief ihre Berichte über die Nürnberger Prozesse gelobt habe, vor allem die Angriffe gegen Kurt Tucholsky und andere für die Machtergreifung angeblich verantwortliche Linksintellektuelle. Noch in den 1960er Jahren hätten sich antisemitische Töne in Kardorffs privater Korrespondenz gefunden.

### Nach 1945: Redakteurin derSüddeutschen Zeitungund Buchautorin
Nach dem Ende des Zweiten Weltkriegs nahm Kardorff ihre journalistische Tätigkeit zunächst bei der in München herausgegebenen Neuen Zeitung wieder auf. Sie wurde jedoch bald wegen eines Hinweises in der Ost-Berliner Weltbühne auf ihre während des Krieges erschienenen antisemitischen Feuilletonartikel von der weiteren Mitarbeit ausgeschlossen.
Die Kündigung bei der Neuen Zeitung stand Kardorffs Karriere bei der liberalen Süddeutschen Zeitung nicht im Wege. Kardorff blieb in München, und nachdem sie 1946 im Auftrag der Süddeutschen Zeitung über die Nürnberger Prozesse berichtet hatte, trat sie um 1948 als Feuilletonredakteurin in die Redaktion des Blattes ein, für das sie bis zu ihrem Tod im Jahr 1988 tätig war. Sie schrieb auch für die Münchener Abendzeitung.
In ihren 1962 erstmals erschienenen Tagebüchern, Berliner Aufzeichnungen aus den Jahren 1942 bis 1945, berichtet Kardorff über ihr Leben zwischen Anpassung und innerem Widerstand sowie zwischen oberflächlichen Partys und dem Leben im Luftschutzkeller. Das Werk wurde 1947 auf der Grundlage ihrer Tagebücher, von persönlichen Erinnerungen, Gesprächen mit Freunden, Privatbriefen und Kalendernotizen von Kardorff zusammengestellt. Wie die von Peter Hartl 1993 nach ihrem Tod besorgte, um einen kritischen Apparat erweiterte Ausgabe deutlich macht, enthält es einige Abweichungen von den Originalaufzeichnungen aus der Kriegszeit.
Neben ihrer journalistischen Tätigkeit gab Kardorff geschichtliche Darstellungen über die Entwicklung der Mode vom Mittelalter bis in die Neuzeit (Bearbeitung eines mehrbändigen um 1925 erschienenen Standardwerks der Modegeschichte, verfasst von dem Privatgelehrten und Schriftsteller Max von Boehn) neu heraus und schrieb in den 1950er Jahren einige Ratgeberbücher über Lebenskunst und das mondäne Leben sowie in den 1970er/1980er Jahren mehrere literarische Reisebücher und Reiseführer, insbesondere über Paris. Diese gehörten zu den ersten modernen, mit vielen Fotografien bebilderten Büchern dieses Genres auf dem deutschsprachigen Markt und sind in zahlreichen Auflagen erschienen, u. a. Richtig reisen: Paris in einer neuen Reihe des DuMont-Verlags in 19 Auflagen von 1976 bis 1993. In einem in der Frankfurter Allgemeinen Zeitung erschienenen Nachruf heißt es, Kardorff habe das Paris der 1930er Jahre als Gast im Haus ihrer dort lebenden Tante kennengelernt. Dieser Stadt sei sie ein Leben lang treu geblieben. Sie habe herrliche Bücher über Berlin und München geschrieben, „ihr schönstes aber über Paris, die Stadt, die sie geliebt hat.“

## Werke (Auswahl)

### Ratgeberliteratur
- Man muss sich nur zu helfen wissen. List, München 1954, erneut 1956
- So reist man gut. Constanze-Verlag, Hamburg 1956
- Feste Feiern wie sie fallen: Gastlichkeit früher und heute. Biederstein, München 1958; weitere Auflagen 1965, 1968 u. ö.
- Glücklich sein und glücklich machen: ABC der Lebenskunst. List, München 1960

### Autobiografische Aufzeichnungen
- Berliner Aufzeichnungen aus den Jahren 1942 bis 1945. Biederstein, München 1962; erweiterte Auflage bei Nymphenburger Verlagshandlung, München 1976; mehrere Taschenbuchausgaben bei dtv: München 1964, erweiterte Ausgabe 1981 und 1982 sowie kritische Neuausgabe von Peter Hartl 1994 u. 1997

### Bücher zur Modegeschichte
- Die Mode, Band 1 (Menschen und Moden im Mittelalter vom Untergang der Alten Welt bis zur Renaissance) – 8 (Menschen und Moden im 19. Jahrhundert: 1878–1914) von Max von Boehn, erstmals erschienen um 1925, bearbeitet von U. v. Kardorff. Bruckmann, München ca. 1963/64

### Kulturjournalistische Betrachtungen über Paris
- Adieu Paris. Kindler, München 1974; dtv, München 1977, 1978, 1981
- Adieu Paris: Literarische Lokaltermine. Greno, Nördlingen 1987; unter dem Titel Adieu Paris: Streifzüge durch die Stadt der Bohème bei rororo, Reinbek 1993 u. ö.

### Reiseführer
- Richtig reisen: Paris. Mit Helga Sittl (Fotografien). DuMont, Köln 1976–1993, 1. – 19. Auflage
- Richtig reisen: Ibiza – Formentera. Mit Helga Sittl (Fotografien). DuMont, Köln 1978–1989, 1. – 6. Auflage
- Richtig reisen: Berlin. Mit Helga Sittl (Fotografien). DuMont, Köln 1982–1990, 1. – 8. Auflage
- Romantisch reisen in Deutschland.  Mit Helga Sittl. Athenäum, Königstein/Taunus 1983

## Auszeichnungen
- 1980 Schwabinger Kunstpreis